# Robidišče
Robidišče – wieś w Słowenii, w gminie Kobarid. W 2018 roku liczyła 7 mieszkańców.